# Antipapa Filipe
O Antipapa Filipe  foi antipapa durante apenas um dia (31 de Julho de 768). Capelão num mosteiro em Roma, acabou por ser vítima das intrigas da cúria papal. O então chanceler papal, Cristóvão, havia pedido ajuda aos Lombardos para depor o Papa Constantino II, que era candidato de uma facção militar em Roma; quando Constantino II foi feito cativo, um certo Waldiperto, agindo como legado do rei lombardo Desidério, acampanhou o irmão de Cristóvão, Sérgio, num ataque que acabou com o papado de Constantino. Waldiperto instalou então Filipe no lugar de Papa. Cristóvão, porém, ao saber disto, fez saber que não voltaria a Roma até Filipe ter abandonado o trono pontifício. Filipe foi forçado a regressar ao mosteiro no mesmo dia, e Cristóvão entrou em Roma, assistindo à eleição do Papa Estêvão III, já no ano subsequente.